# فن هایفو
فن هایفو (انگلیسی: Fan Haifu؛ زادهٔ ۱۵ اوت ۱۹۳۳) فیزیک‌دان اهل چین است.